# Meru Central District
Der Meru Central District war ein Bezirk in der Provinz Eastern in Kenia. Die Hauptstadt war Meru. Im Distrikt lebten 1999 498.880 Menschen auf 2982 km². Eine Schätzung der Behörden gab als Einwohnerzahl im Jahr 2008 569.662 Personen an.  Der Distrikt lag am Äquator. Etwa 41 % der Einwohner lebten unterhalb der Armutsgrenze.
Im Rahmen der Verfassung von 2010 wurden die kenianischen Distrikte aufgelöst. Das Gebiet gehört heute zum Meru County.

## Gliederung
Meru Central District war in zehn Divisionen aufgeteilt.
| Division            | Einwohnerzahl (Volkszählung 1999) |
| ------------------- | --------------------------------- |
| Abogeta             | 056.575                           |
| Abothuguchi Central | 029.673                           |
| Abothuguchi East    | 037.020                           |
| Abothuguchi West    | 059.823                           |
| Buuri               | 040.517                           |
| Igoji               | 045.173                           |
| Miriga Mieru East   | 056.958                           |
| Miriga Mieru West   | 069.469                           |
| Nkuene              | 054.554                           |
| Timau               | 049.118                           |
| Gesamt              | 498.880                           |

## Bildung
Im Jahr 2005 befanden sich 367 Primary Schools im Meru Central District. Die Einschulungsrate lag bei rund 50 %. Außerdem verfügte der Distrikt über 72 Secondary Schools. In der Hauptstadt Meru befanden sich das Meru University College of Science and Technology und die Kenya Methodist University. 

## Gesundheitswesen
Meru Central District verfügte 2005 über mehr als 160 Einrichtungen des Gesundheitswesen, davon 29 Krankenhäuser. 11 Krankenhäuser waren staatlich geführt, weitere 10 wurden von kirchlichen Trägern unterhalten. Die häufigsten Erkrankungen im Distrikt waren Malaria, Atemwegserkrankungen und Wurmerkrankungen. Die HIV-Prävalenz betrug 2005 38 %. Etwa die Hälfte der zur Verfügung stehenden Krankenhausbetten im Distrikt war im Durchschnitt mit HIV-positiven bzw. an Aids erkrankten Patienten belegt.